# Rose blanche de Hambourg
 (août 2023).

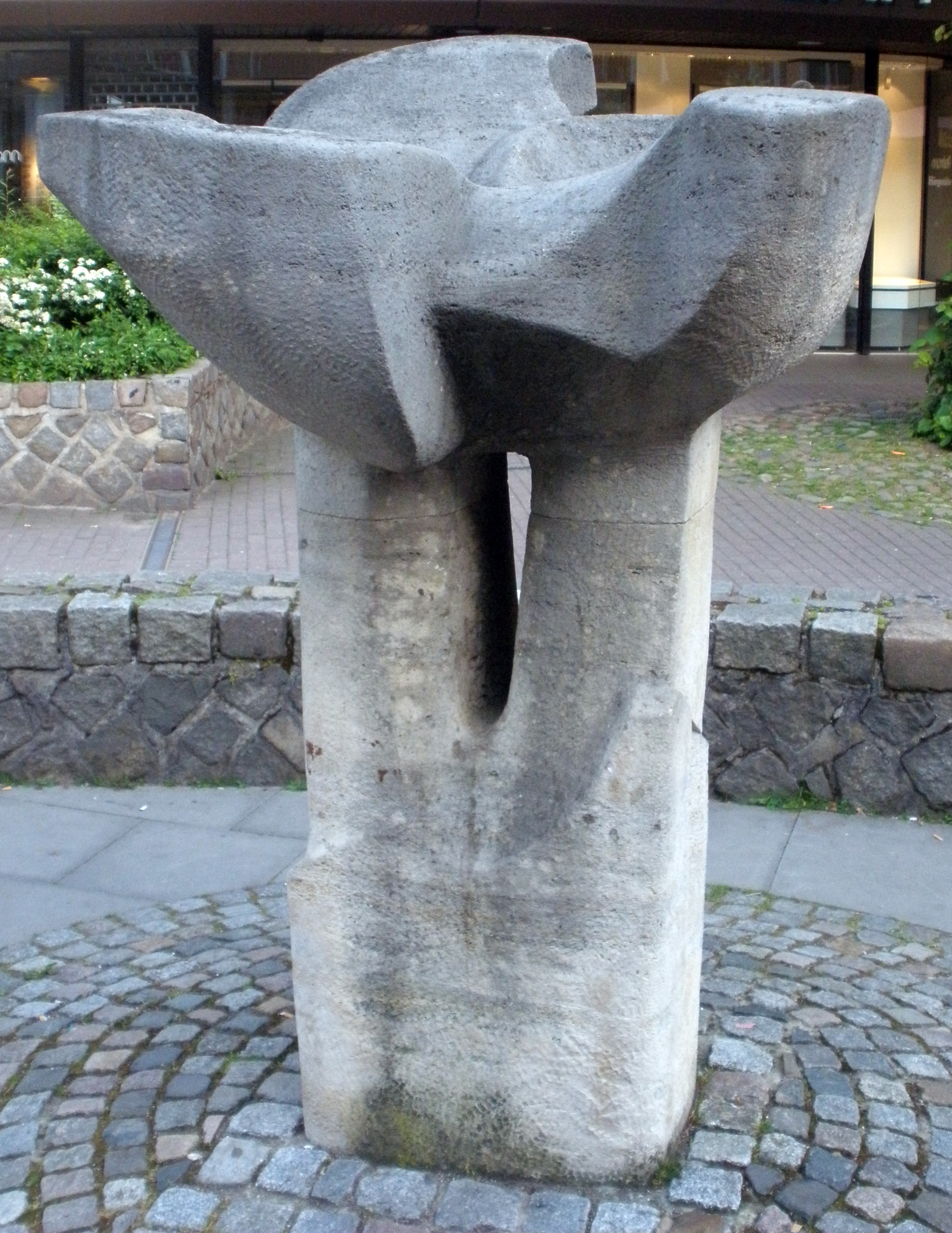
Mémorial à la Rose blanche de l'artiste Franz Reckert à Hambourg-Volksdorf (1978).

La Rose blanche de Hambourg est la dénomination utilisée après 1945 par la recherche historique pour un groupe de résistance contre le national-socialisme basé à Hambourg, en référence aux actions du groupe de résistance la Rose blanche à Munich. Les participants ne se nomment toutefois pas ainsi, et pour la plupart ne se considèrent pas comme des résistants. On regroupe sous cette dénomination plusieurs cercles d'amis et de familles qui sont en partie opposés au nazisme à partir de 1936, et agissent contre le régime nazi et la conduite de la guerre à partir de 1942. Même si beaucoup de membres appartiennent à une génération plus âgée, on considère le groupe comme issu de la jeunesse et des milieux étudiants. Des contacts personnels isolés avec d'autres groupes de résistance de Hambourg sont effectués, mais il n'y a pas de coopération entre eux. Entre 1943 et 1944, la Gestapo arrête plus de 30 personnes de ce cercle et les place en prison et camps de concentration. Avant la fin de la guerre, huit membres de ce groupe de résistance sont assassinés ou sont morts de mauvais traitements.

## Dénomination
Les membres des cercles résistants de Hambourg ne s'appellent pas eux-mêmes Rose blanche ni Rose blanche de Hambourg ; le nom n'est utilisé pour la première fois qu'en 1948, dans un rapport de l'Association des persécutés du régime nazi, (VVN - BdA), sur la résistance au national-socialisme à Hambourg. L'historienne Ursel Hochmuth reprend dans l'ouvrage standard Éclairages sur la résistance à Hambourg, 1933-1945 la dénomination de Rose blanche de Hambourg. En relation avec le groupe de Munich, les Hambourgeois sont parfois nommés branche de Hambourg de la Rose blanche (Fondation Rose blanche), bouture de Hambourg de la Rose blanche (Günther Weisenborn) ou le dernier rameau de la Rose blanche (Heinrich Hamm). Ursel Hochmuth en déduit que l'image d'un rameau convient en partie, « si l'on part du fait que le groupe Scholl (…) a rayonné avec de fortes impulsions vers celui du nord ; cela néglige cependant le fait que le groupe nordique date d'auparavant et a une physionomie tout à fait propre ».
Le changement d'année 1942/1943 est considéré comme la date de l'association de quelques personnes dans le groupe de résistance ultérieurement nommé Rose blanche de Hambourg, selon l'exemple des étudiants de Munich, pour passer à l'activité et diffuser en Allemagne du nord des informations ainsi que des tracts contre le régime nazi et la guerre. Il ne s'agit pas là d'un groupe homogène : il y a plutôt des liens entre divers cercles (de résistance) qui apparaissent, consistant en tissus de liens personnels et familiaux, et qui s'opposent depuis longtemps, indépendamment les uns des autres, à la domination national-socialiste, se recoupant par des individus dans certains cas, mais dont les membres ne se connaissent souvent pas.

## Le groupe
La Rose blanche de Hambourg est composée en grande partie d'étudiants et d'intellectuels qui repoussent le régime national-socialiste, à partir d'une position de base fondée sur l'humanisme.

### Cercle de lecture des élèves de l'école Lichtwark

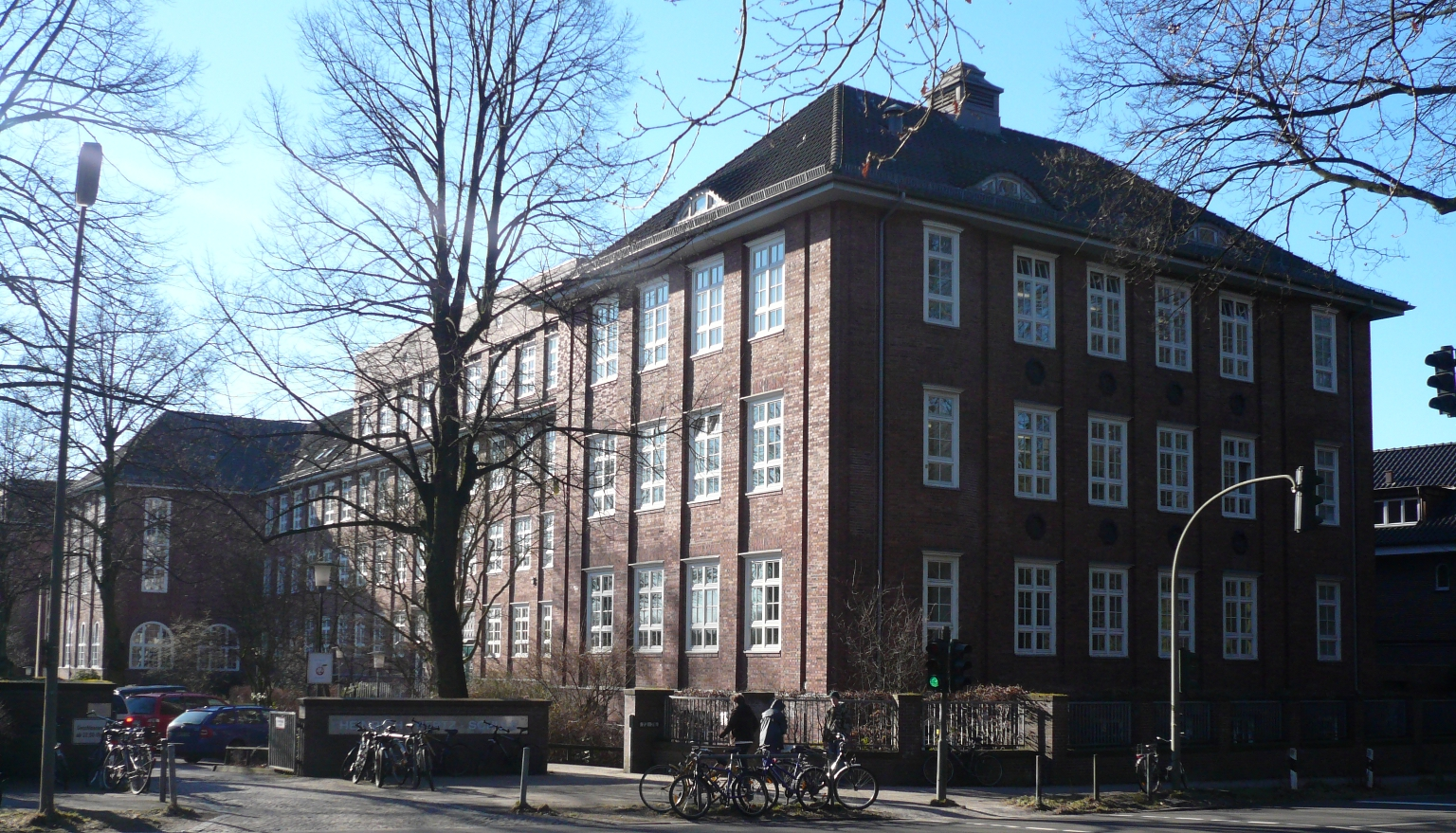
École Lichtwark à Winterhude, maintenant école Heinrich-Hertz.

Beaucoup de membres de la Rose blanche de Hambourg sont d'anciens élèves de l'école Lichtwark à Winterhude, fondée d'après les principes de l'éducation nouvelle, qui se veut une école de la culture, et met une grande valeur à l'éducation des élèves pour une participation autonome et responsable à la vie en société. À partir de 1933, cette institution en opposition avec les idées national-socialistes est mise au pas, le directeur congédié et l'école fermée définitivement en 1937. Mais même dans ses dernières années, l'école Lichtwark transmet à ses élèves une formation de base humaniste, notamment à : 
- Margaretha Rothe, qui fréquente l'école Lichtwark de novembre 1936 jusqu'à sa fermeture en mars 1937. À partir de 1939, elle étudie la médecine et devient une personnalité centrale du groupe ;
- Traute Lafrenz est aussi élève de cette école jusqu'en 1937, et avec Margaretha Rothe, elle entreprend les études de médecine. En 1941, elle va à Munich et devient un lien entre les cercles de Hambourg et de Munich ;
- Heinz Kucharski fait partie de la même année à Lichtwark, et il étudie à partir de 1939 l'ethnologie et les études orientales. Il se développe entre lui et Margaretha Rothe une relation d'amour, et il prend un rôle central dans le groupe ;
- Lotte Canepa est condisciple de Rothe, Lafrenz et Kucharski, et prend part aux réunions et discussions du groupe de résistance ;
- Karl Ludwig Schneider fréquente l'école Lichtwark à partir de 1935. À partir de l'été 1940, il étudie la philosophie et devient un lien important entre les divers cercles de résistance ;
- Howard Beinhoff est aussi un élève de Lichtwark. Il s'associera plus tard au groupe de résistance.

La professeure Erna Stahl est à partir de 1930 professeur d'allemand et histoire à l'école Lichtwark. Elle enthousiasme ses élèves pour la littérature et l'histoire de l'art, transmet un esprit de libre arbitre, en particulier dans les questions culturelles, et construit des cercles de lecture et de musique même hors des heures de cours. Au printemps 1935, Stahl fait l'objet d'une mutation disciplinaire, mais continue les réunions de conversation avec ses anciens élèves et leurs amis intéressés. Après la guerre, les participants raconteront l'impression marquante et le « cadeau pour la vie » que leur a fait cette formation :

« Quand Erna Stahl est mutée par mesure disciplinaire, elle nous a invités à des soirées de lecture. Nous avons ainsi fait connaissance par son intermédiaire d'une façon tout à fait inhabituelle avec l'histoire et beaucoup d'auteurs et d'artistes qui n'étaient plus autorisés. Une fois, elle a même fait un voyage à Berlin avec nous, pour nous y faire voir une représentation de Faust. Mais le plus beau est Emil Nolde, Vassily Kandinsky et Franz Marc, quand elle est venue avec nous à la Kunsthalle. Avec Marc, elle nous a expliqué l'expressionnisme. »

— Traute Lafrenz — interview avec Katrin Seybold, 2000, Ausstellung Traute Lafrenz

« C'est une atmosphère littéraire-philosophique avec un fort impact religieux et un arrière-plan anthroposophique hétérodoxe. Pendant des mois, des textes dans la Bible, la légende du Graal, la Divine Comédie de Dante, des poésies romantiques, de Rilke ou d'Albrecht Schaeffer sont au centre. […] Mais les soirées de lecture contribuent certainement à une prise de conscience des menaces contre toutes les valeurs humanistes exercées par les nazis, et favorisent une ouverture envers tous les courants opprimés et pourchassés par le régime de Hitler. »

— Heinz Kucharski, rapport — après 1945.
Certains des élèves âgés d'environ 17 ans en 1936, en particulier Heinz Kucharski, Margaretha Rothe et Traute Lafrenz, se rencontrent aussi hors du cercle de lecture, discutent de questions théoriques ainsi que politiques actuelles, et essaient de trouver de l'information non censurée par les national-socialistes. C'est ainsi qu'ils écoutent par exemple Radio Moscou ou le Deutscher Freiheitssender 29,8 (émetteur germanophone émettant d'Espagne). Après le baccalauréat et le service du travail du Reich obligatoire, ils commencent en 1938/1939 leurs études à l'université de Hambourg. Ils y rencontrent d'autres étudiants également opposés au régime nazi, avec lesquels ils se lient d'amitié et continuent ensuite leurs cercles de conversation. Traute Lafrenz fait la connaissance de l'étudiant de Munich Alexander Schmorell lors du service du travail, en participant aux travaux de la récolte en Poméranie orientale. Elle retrouve Schmorell tout d'abord à l'université de Hambourg, où il est inscrit en médecine pour le semestre d'été 1939, et plus tard à Munich. C'est par lui qu'elle fait la connaissance de Hans Scholl.

### Le cercle d'amis de la famille Leipelt
L'ingénieur diplômé Konrad Leipelt, la docteure en chimie Katharina Leipelt (de) et leurs enfants Hans et Maria Leipelt ont déménagé au milieu des années 1920 de Vienne à Hambourg-Rönneburg, quand Konrad Leipelt a pris le poste de directeur de la zinguerie de Wilhelmsburg. L'origine juive de Katharina Leipelt vaut à la famille à partir de 1935 l'oppression raciste des lois de Nuremberg. En 1936, elle abandonne son domicile à la campagne et va en ville à Wilhelmsburg, dans le quartier de Reiherstieg, sur le port. Avec l’Anschluss en mars 1938, la partie juive de la famille vivant encore à Vienne subit les poursuites des national-socialistes. Le frère de Katharina Leipelt se suicide le 12 mars 1938, ses parents s'enfuient à Brno, où le père mourra aussi. Konrad Leipelt va en Autriche et ramène sa belle-mère Hermine Baron dans la maison familiale à Wilhelmsburg.
Au printemps 1938, Hans Leipelt passe son baccalauréat. Après avoir participé au service du travail du Reich, il est appelé dans la Wehrmacht et est tout d'abord envoyé en Pologne, puis en 1940 en France. Malgré de nombreuses décorations, Hans Leipelt est renvoyé de la Wehrmacht comme « demi-juif ». Par l'intervention de son père, il peut alors se faire inscrire à l'université de Hambourg dans la faculté de chimie, bien que ce soit aussi interdit pour les métis juifs depuis le 5 janvier 1940. Maria Leipelt fréquente jusqu'en 1940 le lycée Elise Averdieck, mais est renvoyée comme demi-juive. Elle trouve alors une place au lycée commercial.
Dans la maison des Leipelt, à la Kirchenallee de Wilhelmsburg, aujourd'hui Mannesallee, transite un cercle d'amis de toutes générations et religions, qui comprend en particulier des gens opposés au régime nazi pour des raisons personnelles. On se rencontre aussi bien pour des réunions amicales que pour des conversations politiques ou pour échanger des informations. Le cercle comprend : 
- Rosa Harter, une amie de longue date de Katharina Leipelt des temps de Rönneburg, et dont les deux frères ont été incarcérés comme résistants en camp de concentration ;
- Le couple Elisabeth et Alexander Lange, des connaissances depuis les années 1920 ;
- Hanna Marquardt, une amie de la maison. Son mari, Otto Marquardt a appartenu au parti communiste, et au groupe de résistants Bästlein-Jacob-Abshagen. Il est incarcéré en 1944 et exécuté dans la prison de Brandebourg ;
- Heinz Marquardt, le fils de Hanna et Otto, est étroitement lié à Hans Leipelt, et est envoyé au front avec lui en 1939. Il est tué en septembre en Pologne ;
- Dorothea (Dorle) Zill est étudiante en musique et aussi une amie de Hans Leipelt. Par cette amitié, un contact s'établit entre les parents Zill, Emmy et Johannes, et les parents Leipelt ;
- Margarete Mrosek est une amie de la famille Zill, et comme Katharina Leipelt d'origine juive. Les problèmes communs amènent une relation plus étroite entre les deux femmes ;
- Ilse Ledien est une amie de Maria Leipelt ; elles ont fait connaissance au lycée commercial et ont partagé le sort des demi-juives ;
- Kurt Ledien, le père d'Ilse Ledien, noue une amitié avec la famille Leipelt par le contact entre les enfants, et il vit aussi dans ce qu'on appelle un mariage mixte privilégié ;
- Adolf Wriggers, peintre et souvent incarcéré comme communiste, est un ami de la famille Leipelt.

Le 19 juillet 1942, la mère de Katharina Leipelt, Hermine Baron, est déportée avec un des premiers convois de Hambourg vers le ghetto de Theresienstadt. Elle y meurt le 22 janvier 1943. Konrad Leipelt décède inopinément en septembre 1942 d'un infarctus du myocarde, sa famille perdant sa dernière protection par la mort de son chef, seul à ne pas être visé par les lois de Nuremberg.

« Hans a ressenti les conséquences des lois de Nuremberg pour sa famille comme une blessure et une dégradation personnelles. C'est pourquoi il hait les national-socialistes, et cela le pousse vers la résistance. »

— Marie-Luise Jahn, rapport de 1991.

### «Candidates of humanity»
Dans la famille de Rudolf Degkwitz père, professeur de pédiatrie à l'université de Hambourg et médecin-chef de la clinique pédiatrique de l'hôpital universitaire de Hambourg-Eppendorf, s'est formé avant même la Seconde Guerre mondiale un cercle s'opposant de manière croissante envers le régime nazi. Degkwitz refuse publiquement la réglementation de la science et l'opposition à la culture de la part des chefs nazis, s'engage contre l'antisémitisme et la chasse aux Juifs, et combat l'euthanasie des enfants. Ses engagements affermissent ses enfants, Hermann, Richard et Rudolf fils, dans la détestation du national-socialisme ; tous trois sont au plus tard en 1943 en contact avec la Rose blanche hambourgeoise.
À l'université, Rudolf Degkwitz soutient la position des étudiants résistants. À l'hôpital, il protège les médecins s'opposant au régime, comme le groupe des jeunes médecins-assistants et étudiants en médecine de divers départements qui se réunissent à partir de 1941 sous le nom de candidates of humanity. Ils se sont donné ce nom anglophone comme expression de protestation et pour se distinguer explicitement d'un chauvinisme allemand. On y parle anglais, notamment pour se protéger des dénonciations. Appartiennent à ce groupe : 
- Ursula de Boor, médecin assistant et collaboratrice de Rudolf Degkwitz père à la clinique pédiatrique de l'hôpital universitaire ;
- Rudolf Degkwitz fils, étudiant en médecine ;
- John Gluck, médecin assistant en chirurgie ;
- Heiz Lord, aussi médecin assistant en chirurgie, puis proche des Swing Kids de Hambourg ;
- Frederick Geussenhainer, étudiant en médecine, catholique convaincu, et partisan de l'évêque von Galen de Münster, se joint au groupe en 1942 ;
- Albert Suhr, étudiant en médecine, et personnalité centrale dans les divers cercles formant la Rose blanche de Hambourg.

Rudolf Degkwitz père est incarcéré le 22 septembre 1943, et condamné à sept ans de prison par le tribunal du peuple de Berlin le 24 février 1944, pour atteinte au moral des troupes. Son procès n'est pas mis en relation avec les activités des divers cercles de résistance de la Rose blanche de Hambourg. Le jugement relativement doux du célèbre juge pénal Roland Freisler est motivé par les services rendus par Degkwitz en recherche : « C'est parce qu'il a tout seul sauvé la vie de 40 000 enfants allemands atteints de la rougeole, […] qu'il ne sera pas puni de mort. »

### «Cabinet des muses»
En juin 1940, les étudiants en arts Hermann Degkwitz et Willi Renner fondent le Cabinet des muses, un cercle de conversation transgénérationnel, qui offre à ses membres une fuite hors de la réalité béotienne du troisième Reich. Ce cercle se compose d'intellectuels, d'acteurs, d'écrivains, d'artistes et d'étudiants qui échangent en particulier sur la peinture, la musique et la littérature modernes. Les mentors sont notamment le professeur d'université Albrecht Renner, le directeur de l'équipement Jackstein, le pédagogue Wilhelm Flitner et l'écrivain Egon Vietta. Parmi les participants réguliers de la jeune génération, on compte les acteurs Harald Benesch, Isot Kilian, Günther Mackenthum, Angelika Krogmann et Wolfgang Borchert, et les étudiants Regine Renner, Jürgen Bierich et Andreas Flitner.
Ce cercle est une réunion publique et affichée, même si l'on y débat dans bien des séances d'art, de musique ou de littérature interdits. Il se donne un vernis officiel par l'organisation de manifestations dans l’hôtel Streits sur la Jungfernstieg (de) à Hambourg. Les fondateurs ont initialement faire le projet de faire enregistrer le cercle comme association, mais ceidée est rejetée lorsqu'il s'avère que l'adhésion aux Jeunesses hitlériennes est concomitante. Les réunions ont le plus souvent lieu dans des maisons particulières ; les lieux favoris sont les maisons des Degkwitz ou des Flitner, mais aussi celle de la famille Reemtsma, proche du parti national-socialiste. Une rencontre littéraire, avec lecture de textes de Thomas Wolfe a même eu lieu chez le maire nazi de Hambourg, Carl Vincent Krogmann (de) sur le Harvestehuder Weg (de).
Au sein du Cabinet des muses se développe une aile qui s'efforce de créer une résistance concrète contre le régime nazi, et qui plus tard sera comptée parmi le groupe de la Rose blanche de Hambourg. On y rencontre : 
- Hermann Degkwitz, étudiant en art, fondateur du Cabinet des muses, et ses deux frères Richard et Rudolf fils, déjà liés aux candidates of humanity ;
- Willi Renner, également étudiant en art et fondateur du Cabinet des muses ;
- Apelles Sobeczko, peintre ;
- Reinhold Meyer, étudiant en philosophie et libraire, qui devient en 1942 directeur junior de la librairie Agentur zum Rauhen Haus, et qui prend un rôle central au sein du groupe de résistance ;
- Albert Suhr, un ami de Reinhold Meyer, avec lequel il a fréquenté l'école et passé le baccalauréat. Comme étudiant en médecine, Suhr est en plus, tout comme deux des frères Degkwitz, engagé auprès des candidates of humanity ;
- Hannelore Willbrandt, libraire à la librairie Kloss, et qui a une liaison amoureuse avec Suhr ;
- Felix Jud, propriétaire de la librairie Hamburger Bücherstube Felix Jud & Co., sur la petite rue Colonnaden (de), au centre-ville, et adversaire déclaré du régime nazi ; sa librairie est un point de rencontre favori de divers cercles de résistance - outre la Rose blanche, s'y rencontrent en particulier des membres du groupe Bästlein-Jacob-Abshagen[16].

### «Swingjugend»
Un certain nombre des membres les plus jeunes, en particulier des candidates of humanity comme Heinz Lord, par leur amour pour le jazz, viennent en contact avec les Swingjugend de Hambourg. Ceux-ci ne se voient pas comme des résistants, et ne sont pas organisés, ni ne s'opposent politiquement au national-socialisme. Cependant, leur inadéquation avec les canons culturels et esthétiques du régime, qui se traduit avant tout par leur vêtement et leur apparence, les fait classer comme politiquement dangereux par la Gestapo, et ils sont progressivement pourchassés à partir de 1941.

« Le concept d'opposition me semble, avec la compréhension de la situation intérieure, plus utile que celui de résistance. Certes des actes de résistance sont accomplis ; mais ils en arrivent tout à fait à la fin. […] Pour beaucoup de mes amis de ces temps-là, je peux dire […] que nous avons simplement suivi nos inclinations et nos intérêts, et avons pensé et fait des choses qui sont les plus évidentes du monde et […] dont on peut dire qu'il n'en serait jamais sorti des affaires politiques, si nous n'avions pas par hasard fait nos études sur l'Elbe, […] à l'université de Hambourg, mais à Oxford ou Cambridge. »

— Thorsten Müller, rapport 1969
L'inclusion dans la résistance de la Rose blanche de quelques-uns de ces jeunes gens a lieu par des liens personnels entre Hans Leipelt et ses élèves de rattrapage Bruno Himpkamp, qui appartient aux Swingjugend, et ses amis Thorsten Müller et Gerd Spitzbarth.

## Développement de la résistance
La volonté de résister contre le régime nazi a pour fondement, chez tous les participants de la Rose blanche de Hambourg, leurs intérêts culturels s'opposant aux réglementations existantes, tout comme une position de base humaniste. Certains membres, comme Katharina Leipelt, Kurt Ledien et Margarethe Mrosek, sont poursuivis en raison de leur origine juive ; Frederick Geussenhainer, Reinhold Meyer et d'autres sont des chrétiens convaincus ; Margaretha Rothe, Heinz Kucharski et Hans Leipelt s'opposent aux théories socialistes. Ils se rencontrent en divers configurations et cadres, pour échanger des informations et discuter. La jeune génération en particulier cherche à passer à l'opposition active contre le fascisme.

### Rencontres
Hans Leipelt et l'ancien élève de Lichtwark Karl Ludwig Schneider ont fait connaissance en juin 1940 pendant la campagne de France, quand Schneider se fait légèrement blesser par un éclat de grenade, et que Leipelt vient à son secours. Entre les deux jeunes gens naît une étroite amitié, tandis que tous deux continuent à développer leur contestation du national-socialisme. Rentrés à Hambourg — Leipelt étant renvoyé de l'armée comme demi-juif, et Schneider mis en congé du service militaire —, ils reprennent leurs études, Leipelt en chimie et Schneider en philosophie.
À l'université, Hans Leipelt fait la connaissance au cours de l'année 1940 d'anciens camarades de classe de Schneider, Heinz Kucharski et Margaretha Rothe. Il se développe un cercle où l'on échange et discute avant tout des écrits marxistes, mais aussi des informations de l'étranger. À côté de ces débats théoriques, par exemple à propos du discours de Thomas Mann sur la déchéance de son diplôme de docteur, dont Erna Stahl leur fait parvenir le texte, ils passent également à la pratique, fabricant avec les caractères d'une imprimerie pour enfants des tracts et des imprimés qui donnent les heures d'émission et les longueurs d'onde des « émetteurs ennemis ». À partir de 1940, ils nouent des contacts réguliers avec les écrivains Louis Satow et Theo Hambroer, tous deux adhérents au mouvement de l'humanisme religieux. L'un point de rencontre favori de cette époque est la librairie Hamburger Bücherstube Felix Jud & Co. sur Colonnaden (de), dont le propriétaire Felix Jud vend « des livres interdits à des prix de boutique normaux aux personnes de confiance ».
À partir de l'été 1940, Karl Ludwig Schneider est un hôte bien accueilli chez les Leipelt. Il fait connaissance avec la famille de son ami, et l'apprécie. Il partage les nombreux problèmes et coups du sort auxquels la famille est exposée par la répression national-socialiste. Ces expériences renforcent son rejet du régime, si bien qu'il s'engage dans le cercle de leurs amis pour une résistance renforcée. Son camarade de classe Howard Beinhoff fréquente depuis 1940 la maison des Leipelt. Schneider fait ensuite la connaissance de l'étudiante en musique Dorothea (Dorle) Zill, une amie de Hans Leipelt. Parfois, les jeunes gens se retrouvent aussi dans l'appartement des parents de Dorle Zill dans le quartier d'Eilbeck.
Comme les conditions d'études de Hans Leipelt continuent à se dégrader à Hambourg, il part au début du semestre d'hiver 1940-1941 à l'université Louis-et-Maximilien de Munich, à l'institut du professeur Heinrich Otto Wieland, qui lui rend les études possibles malgré son statut de demi-juif. Leipelt trouve aussi à Munich des amis qui s'organisent pour la résistance contre le régime nazi ; il fait notamment la connaissance de Marie-Luise Jahn, avec laquelle il noue bientôt une liaison amoureuse. Hans Leipelt n'a pas de contact direct avec la Rose blanche de Munich, construite autour de Hans et Sophie Scholl.
Traute Lafrenz va aussi en 1941 à l'université de Munich, y continue ses études de médecine, et par Alexander Schmorell qu'elle connaît déjà, fait connaissance avec Hans Scholl et de sa famille. Pendant les deux années suivantes, elle participe avant tout aux discussions sur le fond du développement de la Rose blanche.
En été 1942, Margaretha Rothe et Heinz Kucharski font connaissance avec la libraire Hannelore Willbrandt et de l'étudiant en médecine Albert Suhr. Depuis sa scolarité, Suhr est ami avec Reinhold Meyer qui a repris cet été la librairie de son père Agentur zum Rauhen Haus en qualité de directeur junior. Ces trois ont pris part depuis 1940 aux représentations du Cabinet des muses et recherchent des voies de combat actif contre le national-socialisme. Suhr est en plus membres des candidates of humanity à la clinique universitaire de Hambourg-Eppendorf et ami du jeune médecin assistant Frederick Geussenhainer. C'est ainsi que se développent par Albert Suhr de nombreux contacts de membres individuels des divers groupes.
« Ils ont tissé un réseau. Et la Gestapo en a très peur. Ils n'ont pas si peur des terroristes, qui sont vite attrapés et exécutés. Mais cette toile d'araignée qu'ils ont étendue, et le sursaut des consciences — c'est un danger particulier pour la Gestapo. »
— Anneliese Tuchel, Der braucht keine Blumen. In Erinnerung an Reinhold Meyer

### «Leur esprit continue quand même à vivre»

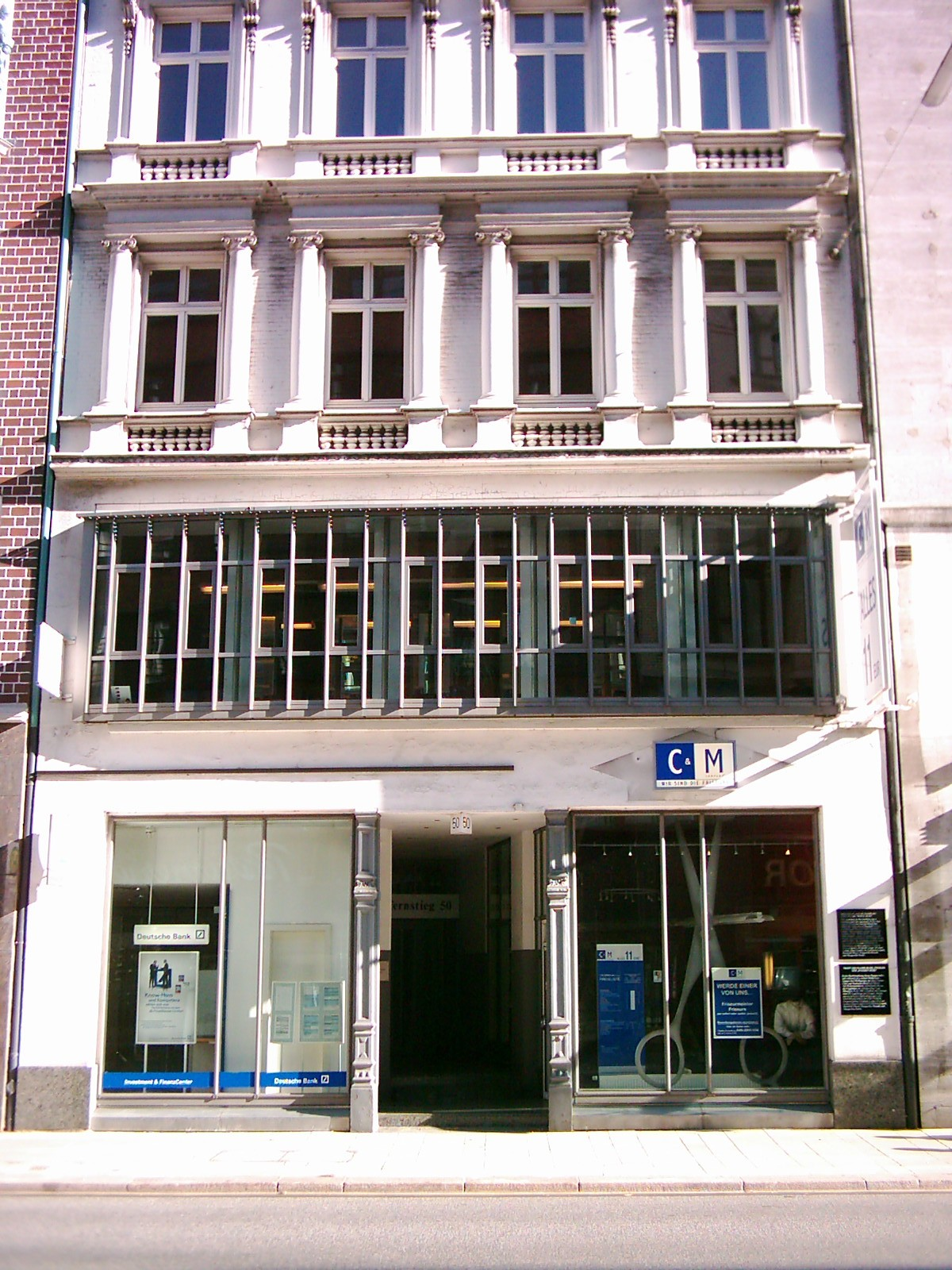
Dans cette maison au 50 du Jungfernstieg se trouve l’Agentur zum Rauhen Haus, point central de la Rose blanche de Hambourg en 1943.

En automne 1942, Traute Lafrenz apporte à ses amis de Hambourg le troisième tract de la Rose blanche de Munich. L'appel à la résistance passive est discuté et trouve un large écho. En particulier, Margaretha Rothe, Heinz Kucharski, Hannelore Willbrandt, Albert Suhr et Reinhold Meyer se mettent d'accord pour se rencontrer dorénavant régulièrement et chercher des possibilités de résistance contre le régime nazi. Ils recopient le tract à de nombreux exemplaires, le complètent avec le poème d'Erich Kästner : Ihr und die Dummheit zieht in Viererreihen (Vous marchez en rangs par quatre avec la sottise) et le donnent aux amis et connaissances. D'autres rencontres ont lieu dans la maison des Leipelt ; on évoque particulièrement la nuit du Nouvel an 1942/1943, pendant laquelle des exposés satiriques et des représentations polémiques sont improvisés. Sans doute d'autres tracts parviennent à Hambourg via Hans Leipelt ou aussi Traute Lafrenz.
Après l'emprisonnement et l'exécution de Hans Scholl, Sophie Scholl et Christoph Probst en février 1943 ainsi que d'autres arrestations, Traute Lafrentz est aussi incarcérée en 1943 et condamnée à un an de prison au second procès contre la Rose blanche de Munich. Hans Leipelt et Marie-Luise Jahn renforcent là-dessus leurs activités de résistance. En avril 1943, ils viennent à Hambourg pour un séjour un peu plus long et apportent des informations sur les événements de Munich, ainsi que le sixième et dernier tract de la Rose blanche. Ce tract est marqué de l'inscription Leur esprit vit quand même toujours. et est alors polycopié et diffusé par Hans Leipelt, Marie Luise Jahn, Karl Ludwig Schneider, Dorle Zill et Maria Leipelt. Albert Suhr et Hannelore Willbrandt participent aussi à ces travaux. En outre ils fabriquent des tracts avec l'appel de Thomas Mann Nachruf auf einen Henker Deutsche Hörer! (Avis de décès d'un bourreau, peuple allemand !) et des poèmes de Bertolt Brecht (notamment Le voile de la veuve). Finalement, Hans Leipelt fait son propre tract en style satirique, intitulé Questionnaire au IVe Reich. Hans Leipelt et Marie Luise Jahn s'engagent ensuite dans une collecte pour la veuve tombée dans la misère du professeur Kurt Huber exécuté à Munich.
Les cercles intensifient leurs activités et les salles de la cave de l'Agentur zum Rauhen Haus deviennent un point de rencontre permanent. Mais d'autres espaces, par exemple l'atelier du peintre Adolf Wriggers, non loin de là, est utilisé par les membres du mouvement de résistance pour les rencontres et les fêtes. Les thèmes sont la résistance de Hans et Sophie Scholl, l'image d'un État idéal, les problèmes du marxisme, de la philosophie, de l'art et de la littérature. Au semestre d'été 1943, le professeur Flitner organise à l'université de Hambourg un Colloque d'anthropologie, où une critique à peine voilée de l'État nazi se fait jour. Ce colloque est fréquenté notamment par Reinhold Meyer, Heinz Kucharski, Karl Ludwig Schneider, Margaretha Rothe et Albert Suhr.

### Discussions sur le fond et les buts
Comme aucun témoignage écrit n'a été transmis, il est difficile de saisir l'orientation politique concrète de la Rose blanche de Hambourg. La recherche se fonde donc autant sur des rapports d'après 1945 des participants ainsi que sur les décisions de la justice national-socialiste dans les actes d'instruction et d'accusation. Les bases de discussion au sein des groupes sont notamment le discours de Thomas Mann sur la déchéance de son diplôme de docteur, et des livres interdits, introduits illégalement en Allemagne, comme Pour qui sonne le glas, d'Ernest Hemingway, La Révolution du nihilisme de Hermann Rauschning ou l'Histoire des mœurs de la guerre Mondiale de Magnus Hirschfeld.
Tous les participants ont en commun une position de fond humaniste, ainsi qu'une détestation du régime nazi et de la guerre, la plupart considèrent comme utile une défaite militaire pour amener des changements politiques. Ils se prononcent avant tout pour la liberté de pensée, de la presse, de la recherche et de l'enseignement, de l'art et de la culture, et sont contre la militarisation, l'anticommunisme, l'antisémitisme et l'idéologie de la « Race supérieure ».
« Ce n'est pas l'internationalisme, mais un nationalisme mal compris qui aboutit à l'uniformisation de la culture. Un respect du caractère national, de l'individualité des peuples, mais pas seulement dans le cas d'un seul peuple, mais dans celui de tous les peuples, voilà le respect de l'humanité.
 »
— Reinhold Meyer, Exposé au séminaire philosophique de 1943
Hermann Degkwitz rapporte sur la position au Cabinet des muses, que les antifascistes allemands ne devraient pas faire de nouvelle légende du coup de poignard, et donc pas contribuer eux-mêmes à la chute du régime de Hitler, la seule solution étant la capitulation sans conditions. Kucharski, Leipelt et en particulier les plus jeunes représentent par contre la vue selon laquelle il faut que les Allemands eux-mêmes entreprennent tout en vue d'une fin rapide de la guerre et des abominations nazies. Les tracts de Munich trouvent un large accord, mais suscitent d'abondantes discussions. Tous sont impressionnés par le moral et les actions de la Rose blanche de Munich, mais il y a une diversité d'opinions sur les conséquences pratiques, de la distribution de tracts jusqu'aux actions de sabotage.
La majorité voit un retour à la démocratie parlementaire après la destruction du régime nazi. Kucharski, Leipelt et Rothe, dont on sait qu'ils sympathisent avec le communisme, et qu'ils ont acquis les ouvrages de Lénine et de Marx à la librairie Felix Jud, se prononcent pour une république populaire socialiste.

### Radicalisation
En avril-mai 1943, au-delà de la diffusion des tracts, l'idée surgit de passer à la résistance active. Dans une rencontre entre Hans Leipelt et Bruno Himpkamp, ce dernier rapporte l'idée des Swing Kids d'accomplir une action de protestation sensationnelle. C'est ainsi que l'on réfléchit à organiser une marche de démonstration sur la Jungfernstieg, ou même de faire sauter la centrale de la Gestapo à l'hôtel de ville. Kucharski, Rothe et Leipelt mènent aussi des discussions sur des activités de résistance. Ainsi, on parle de la paralysie d'une installation importante pour la guerre, comme la destruction du Lombardsbrücke (pont des Lombards) et de la liaison ferrée qu'il porte, ce qui gênerait considérablement la logistique militaire. Les réflexions seraient allées jusqu'au point que Hans Leipelt propose de se procurer de la nitroglycérine par un étudiant en chimie de Munich. Reinhold Meyer refuse ce projet en raison de sa foi, car il ne peut pas concilier l'utilisation de violence révolutionnaire avec sa foi chrétienne. Karl Ludwig Schneider s'oppose, lui, pour des raisons pragmatiques, à « l'entreprise de faire sauter le pont des Lombards ». Schneider part de l'idée qu'une action de résistance active contre le régime national-socialiste ne peut avoir de succès qu'en collaboration avec des officiers antifascistes ; en outre l'effet possible n'aurait aucun rapport avec le danger pour les auteurs. L'idée ne dépasse donc pas le stade de la planification.
« Il faut supposer que sa dimension et ses conséquences dépassent les possibilités de ces jeunes opposants à Hitler. […] Certes, cette idée n'a pas vu le jour sans une influence de Hans et Sophie Scholl, qui appellent dans leurs tracts à une résistance sans compromis, et engagent à empêcher le fonctionnement en douceur de la machinerie guerrière fasciste, et de ne reculer pour cela devant aucun moyen ni aucune action. »
— Ursel Hochmuth, Streiflichter aus dem Hamburger Widerstand

## L'espion de la Gestapo: Maurice Sachs
En été 1943, l'écrivain français vivant à Hambourg Maurice Sachs, né Maurice Ettinghausen, prend contact avec le groupe à l'Agentur des Rauhen Hauses. Sachs est un ancien secrétaire d'André Gide et un ami de Jean Cocteau. Il est considéré comme un marginal de la vie parisienne littéraire, artistique et sociale des années 1930. Après l'occupation de la France, il s'engage volontairement au STO en Allemagne et travaille jusqu'en avril 1943 comme grutier au Deutsche Werft, puis est engagé au service de la Gestapo de Hambourg comme « agent G 117» pour un salaire de 80 reichsmark par semaine. Il se présente aux jeunes gens comme travailleur forcé, juif et écrivain, et peut ainsi gagner leur confiance, car ils veulent d'une part lui venir en aide, et d'autre part nouer par son intermédiaire des contacts avec la Résistance française.
Même après l'incarcération des membres de la Rose blanche, Sachs continue son activité d'espion. Le 16 novembre 1943, il est conduit au camp de concentration de Fuhlsbüttel et emprisonné avec de nombreux prisonniers. Comme ceux-ci ne savent pas qu'il est espion, ils partent du fait qu'il est incarcéré comme eux. C'est ainsi que des informations de conversations qu'il a avec Heinz Kucharski et Albert Suhr, avec lesquels il se trouve six semaines dans la même cellule, parviennent à la Gestapo et dans les actes de procédure. Il agit comme agent provocateur auprès de John Gluck, en faisant semblant de l'aider pour une tentative de fuite du camp de Fuhlsbüttel, et simultanément en le trahissant auprès de la Gestapo. Après l'évacuation de Fuhlsbüttel, Maurice Sachs, épuisé par la marche vers un camp près de Kiel, est tué d'un coup de pistolet,.

## Destruction du groupe de résistance
En 1943, après l'exécution de Hans et Sophie Scholl, ainsi que de Christoph Probst, les participants à la Rose blanche de Hambourg reprennent les tracts du groupe de Munich, les dupliquent et les diffusent sous le manteau. Les personnalités centrales sont les étudiants en médecine Margaretha Rothe et Albert Suhr, les étudiants en philosophie Heinz Kucharski, Reinhold Meyer et Karl Ludwig Schneider ainsi que la libraire Hannelore Willbrandt. L'étudiante en médecine Traute Lafrenz et l'étudiant en chimie Hans Leipelt, qui étudient tout d'abord à l'université de Hambourg, puis à l'université Louis-et-Maximilien de Munich, et qui en rapportent aux groupes de Hambourg des informations sur la résistance estudiantine, jouent également un rôle important. En tout, environ de 50 personnes sont impliquées à Hambourg, entre lesquelles se noue un tissu de relations personnelles et familiales transgénérationnelles. De l'été 1943 à janvier 1944, plus de trente membres affiliés au groupe sont incarcérés ; outre les résistants actifs, les parents et amis des jeunes gens sont touchés, en particulier dans les générations plus anciennes. Les accusations sont notamment préparatifs de haute trahison, trahison en faveur de l'ennemi et démoralisation des troupes.
Pendant la captivité en prison ou en camp de concentration, huit d'entre eux sont assassinés ou meurent de mauvais traitements. En décembre 1943, la chimiste Katharina Leipelt et en janvier 1944 la mère de famille Elisabeth Lange décèdent dans des circonstances non élucidées dans le camp de police de Fuhlsbüttel, près de Hambourg. Reinhold Meyer meurt aussi en novembre 1944, officiellement d'une diphtérie non soignée. Hans Leipelt est condamné à mort le 13 octobre 1944 à Munich, et exécuté le 29 janvier 1945 à la prison de Stadelheim. Margaretha Rothe meurt le 15 avril 1945 des suites d'une tuberculose. Le médecin assistant Frederick Geussenhainer meurt de faim en avril 1945 au camp de Mauthausen. Le juriste Kurt Ledien et la ménagère Margarete Mrosek sont pendus sans jugement pour les soi-disant[pas clair] crimes de la phase finale (de) au camp de Neuengamme en avril 1945.
La procédure d'instruction contre le groupe aboutit en janvier 1945 à l'inculpation de 24 membres par le procureur général auprès du tribunal du peuple. Les procès ont eu lieu entre les 17 et 20 avril 1945 devant le tribunal siégeant à Hambourg ; cependant, seuls six des inculpés ont pu comparaître, les autres ayant déjà été libérés par les troupes alliées de la prison de Stendal, ou du pénitencier de Saint Georges à Bayreuth.

### Arrestations
Dès 1942, il y a des arrestations répétées parmi les Swing Kids, qui sont, en raison de leur inadaptation, de plus en plus exposés à la répression de l'État. Dans ce contexte, en mai 1943, Bruno Himpkamp, Gert Spitzbarth et Thorsten Müller sont aussi arrêtés et incarcérés par Schutzhaft. Leur appartenance à un groupe autour de la Rose blanche est établie au cours de l'enquête.
À partir de l'été 1943, l'organisation des candidates of humanity à l'hôpital universitaire d'Eppendorf est détruite. Dans ce groupe, également, une espionne est introduite, en la personne d'Yvonne Glass-Dufour, agent de la Gestapo. Elle se présente comme « combattante de la résistance à orientation pacifiste » et gagne la confiance des jeunes médecins à partir du printemps 1943. En juillet 1943, Frederick Geussenhainer, John Gluck et Heinz Lord sont incarcérés ; Albert Suhr l'est le 13 septembre 1943.
L'arrestation de Hans Leipelt a lieu le 8 octobre 1943 à Munich, puis peu de jours après, celles de Marie Luise Jahn et d'autres étudiants, ainsi que des connaissances de leur environnement en Allemagne du sud. Le cas est déféré comme « procès annexe en haute trahison contre Scholl, Huber et autres » au tribunal du peuple. Les autorités d'enquête établissent la liaison de Hans Leipelt avec Hambourg. Après une demande d'aide administrative via la direction de la Gestapo de Munich, des arrestations de membres du groupe de résistance de Hambourg ont lieu. Le 9 novembre 1943, Heinz Kucharski, Margaretha Rothe et Maria Leipelt, la sœur de Hans Leipelt, sont arrêtés. Karl Ludwig Schneider, qui s'est inscrit le 1er octobre 1943 à l'Université de Fribourg-en-Brisgau, y est arrêté le 12 novembre 1943 et transféré le 20 à Hambourg.
En décembre 1943, une vague d'arrestations contre les membres des familles et les proches a lieu : le 3, Hildegard Heinrichs, la mère de Heinz Kucharski, le 4, l'ex-professeure d'Erna Stahl et un ami de Kucharski, Wilhelm Stoldt, le 7, Katharina Leipelt, la mère de Hans Leipelt. Puis dans les jours suivants, un cercle plus grand d'amis de la famille Leipelt : Rosa Harter, Alexander Lange, Elisabeth Lange, Margarete Mrosek, Emmy et Johannes Zill, et Ilse Ledien. En septembre 1943, le père de cette dernière, Kurt Ledien, a dû se rendre, sur la base des ordonnances antijuives, à Berlin pour un travail forcé de construction de casemates, où il est arrêté fin novembre, et détenu au poste de police de l'hôpital juif de Berlin, puis transféré le 29 février 1944 à Fuhlsbüttel.
Le 18 décembre 1943 la Gestapo dépiste Rudolf Degkwitz jun., Felix Jud et Hannelore Willbrandt, le 19, Reinhold Meyer et le 20, Ursula de Boor. Dorle Zill est arrêtée, la dernière du groupe, le 8 janvier 1944.
Traute Lafrenz est déjà arrêtée le 15 mars 1943 à Munich, et condamnée à un an de prison au procès Schmorell, Huber, Graf et autres. Pour ses liens avec le groupe de Hambourg, peu après sa libération le 14 mars 1944, elle est arrêtée à nouveau, fin mars à Munich. Elle est aussi transférée au camp de Fuhlsbüttel.
Rosa Harter et Alexander Lange sont libérés de prison fin 1944. D'octobre à décembre 1943, la médecin assistante Eva Heiligtag et en décembre 1943, Bertha Schmitz, la grand-mère de Kucharski, sont en prison pour peu de temps.

### Morts en prison
Les prisonniers sont incarcérés d'abord au camp de Fuhlsbüttel, puis en raison de la surpopulation, entre décembre 1943 et janvier 1944 en partie à la prison pour jeunes de Hamburg-Bergedorf. Les enquêtes préliminaires de la police sont menées par le secrétaire de police SS Hans Reinhard et le commissaire de police Paul Stawitzki,. Les survivants rapportent en accord qu'ils sont non seulement soumis à une pression psychique énorme, mais en outre, « une série des prisonniers, en particulier les jeunes hommes, sont aussi frappés, fouettés et maltraités d'autre manière ».
Katharina Leipelt meurt le 9 décembre 1943, deux jours après son incarcération, au poste de police de Fuhlsbüttel. Des sources plus anciennes indiquent qu'elle se serait pendue dans sa cellule dans la nuit du 8 au 9 janvier 1944, pour échapper au transfert prévu vers le camp de concentration d'Auschwitz. Elisabeth Lange est trouvé morte dans sa cellule le 29 janvier 1944, elle aurait aussi commis un suicide.
Le 6 juin 1944, une série de prisonniers est transférée comme prisonniers de la police au camp de Neuengamme à cause de la surpopulation de la prison de la police et des travaux de transformation des locaux. On y compte Reinhold Meyer, Felix Jud, Karl Ludwig Schneider, Wilhelm Stoldt, Albert Suhr, Bruno Himpkamp, Frederick Geussenhainer, John Gluck et Heinz Lord. Le 16 octobre 1944, le retour vers Fuhlsbüttel a lieu, mais Geussenhainer, Gluck et Lord restent à Neuengamme en Schutzhaft. Dix jours plus tard, Jud, Schneider, Stoldt, Suhr et Himpkamp sont amenés en prison en détention préventive parce qu'ils doivent être traduits devant la justice du Reich après la fin de l'instruction. Seul Reinhold Meyer dans ce groupe reste dans la prison de la police, parce qu'aucune accusation n'a été faite contre lui, et il entretient l'espoir d'une libération prochaine. Mais le 12 novembre 1944 il meurt à Fuhlsbüttel d'une prétendue diphtérie. La famille de Meyer doute de cette présentation, les compagnons de captivité rapportent que Reinhold Meyer est mort dans sa cellule après un interrogatoire.

### Procédures, accusations et procès
Un procès contre 24 membres du groupe s'ouvre après que l'enquête préliminaire est close pour l'essentiel en été 1944. Le 6 novembre 1944, la procédure est transmise au procureur général auprès du tribunal du peuple, qui porte plainte en janvier 1945 pour préparatifs de haute trahison et autres crimes. Les principaux accusés sont Heinz Kucharski, Karl Ludwig Schneider, Gerd Spitzbarth, Bruno Himpkamp, Margaretha Rothe et la professeure Erna Stahl. D'autres sont Albert Suhr, Hannelore Willbrandt et Traute Lafrenz, Rudolf Degkwitz et Ursula de Boor des candidates of humanity, le libraire Felix Jud, le vitrier Ludwig Stoldt, Maria Leipelt et son amie Ilse Ledien, Dorle Zill et ses parents Johannes et Emmy Zill, Hildegard Heinrichs et Bertha Schmitz, la mère et la grand-mère de Heinz Kucharski. Bertha Schmitz âgée de 78 ans n'est pas en prison, pas plus que les co-accusés : Riko Graepel, un ami de Hans Leipelt, Wolrad Metterhausen et Alexander Lange, libérés après leur incarcération. La 24e personne sur l'acte d'accusation est Elisabeth Lange, la femme d'Alexander Lange, qui est déjà morte en janvier 1944 au camp de Fuhlsbüttel. Thorsten Müller, des Swing Kids, est ultérieurement inclus dans la plainte.
Les prisonniers traduits en justice sont transférés tout d'abord le 26 octobre 1944 à la prison de détention préventive de Holstenglacis, à Hambourg. En novembre 1944, six des hommes accusés sont transférés à la prison judiciaire de Stendal et neuf femmes à celle de Cottbus. À partir de février 1945, après que l'Armée rouge a franchi la frontière allemande, 140 prisonnières de la prison de Cottbus sont transférées à la prison pour femmes de Leipzig-Meusdorf. Les conditions du transfert sont décrites comme inhumaines, parce que les prisonnières sont insuffisamment soignées et vêtues malgré le grand froid. Margaretha Rothe, qui est déjà légèrement malade à Cottbus, arrive le 10 février 1945 complètement épuisée à Leipzig ; le 18 février, elle est transférée à l'hôpital de la prison pour une pneumonie et une pleurésie, puis le 16 mars à l'hôpital municipal de St. Jakob à Leipzig-Dösen, avec le diagnostic de tuberculose pulmonaire. Elle y meurt le 15 avril 1945.
Les autres femmes sont transférées le 19 février à la prison de St. Georgen à Bayreuth. On y retrouve, du groupe de résistance de Hambourg, notamment Erna Stahl, Hannelore Willbrandt, Traute Lafrenz, Ursula de Boor, Maria Leipelt, Dorle Zill, Emmy Zill et Hildegard Heinrichs. Le 14 avril 1945, elles sont libérées par les troupes américaines. Albert Suhr, Bruno Himpkamp, Gerd Spitzbarth, Karl Ludwig Schneider, Wilhelm Stoldt et Johannes Zill sont libérés le 12 avril 1945 à Stendal.

#### Procès et condamnation à mort de Hans Leipelt
Le procès de Hans Leipelt a lieu en octobre 1944 devant la 2e cour du tribunal du peuple de Donauwörth ; et il est condamné à mort le 13 octobre 1944 pour « propagande bolchevique, démoralisation des troupes et faveurs à l'ennemi ». L'exécution a lieu le 29 janvier 1945 à la prison de Stadelheim. Il est enterré au cimetière de la forêt de Perlach à Munich.

#### Tribunal du peuple de Hambourg en avril 1945
Les procès contre la Rose blanche de Hambourg sont ouverts en février 1945. Quatre procès ont lieu du 17 au 20 avril 1945 devant le tribunal du peuple siégeant à Hambourg, bien que la plupart des accusés soient déjà libérés par les troupes alliées à Stendal et Bayreuth.
Le premier procès contre Heinz Kucharski, Margaretha Rothe, Erna Stahl, Rudolf Degkwitz jun. et Hildegard Heinrichs a lieu le 17 avril 1945. Comparaissent Heinz Kucharski, contre qui une condamnation à mort est prononcée et Rudolf Degkwitz, condamné à un an de prison. Margaretha Rothe est morte depuis déjà deux jours, Erna Stahl et Hildegard Heirichs ont été libérées le 14 par les troupes américaines de la prison de St. Georgen à Bayreuth. Heinz Kucharski est ramené d'abord après le prononcé du jugement à la prison préventive, puis dans la nuit du 20 au 21 avril transporté pour exécution à la prison de Bützow, près de Rostock. Près de Grevesmühlen, le train est attaqué par des avions anglais à basse altitude ; dans la panique générale, Kucharski arrive à s'enfuir et à se réfugier auprès de l'Armée rouge.
Le deuxième procès, le 19 avril, implique Albert Suhr, Hannelore Wilbrandt, Ursula de Boor, Wilhelm Stoldt et Felix Jud. Seul Jud comparaît, et est condamné à 4 ans de prison. Albert Suhr et Wilhelm Stoldt ont été libérés par l'armée américaine de la prison de Stendal, Ursula de Boor et Hannelore Wilbrandt, le 14 de celle de St. Georgen Bayreuth.
Au troisième procès, aussi le 19 avril, contre Bruno Himpkamp, Gerd Spitzbarth et Thorsten Müller, seul Müller est présent, et la délibération est suspendue. Bruno Himpkamp et Gerd Spitzbarth ont été libérés de Stendal par les Américains le 12.
Le quatrième et dernier procès contre Karl Schneider, Maria Leipelt, Dorothea Zill, Emmy Zill, Ilse Ledien et Riko Graepel a lieu le 20 avril 1945. Les deux accusés présents, Ilse Ledien et Riko Graepel, sont acquittés. Karl Schneider a été libéré le 12 par les troupes américaines à Stendal, Maria Leipelt, Dorothea et Emmy Zill le 14 à Bayreuth.
Les procès contre les cinq derniers accusés, Johannes Zill, Traute Lafrenz, Alexander Lange, Wolrad Metterhausen et Bertha Schmitz, n'ont pas eu lieu.

### Schutzhaft sans procès
Les procédures d'enquête contre Frederick Geussenhainer, Heinz Lord et John Gluck, qui ne sont pas relâchés, mais transférés comme prisonniers en Schutzhaft à l'été 1944 au camp de Neuengamme, comme Margarete Mrosek et Kurt Ledien, qui restent tout d'abord à la prison de police de Fuhlsbüttel. Geussenhainer et Gluck sont transférés le 7 novembre 1944 avec un transport de Neuengamme vers le camp de concentration de Mauthausen. On sait de Frederick Geussenhainer qu'il est transféré le 13 décembre 1944 au camp de concentration de Gusen, un camp jumeau de Mauthausen, puis le 3 avril 1945 au camp d'Amstetten, un autre camp jumeau. Il meurt en avril 1945 d'épuisement et de faim. John Gluck est très malade à la libération du camp de Mauthausen, et meurt en 1949 en Afrique du Sud des suites de son incarcération.
Margarete Mrosek et Kurt Ledien, tous deux désignés par les national-socialistes comme demi-juifs, restent en Schutzhaft. Début 1945, leurs noms sont mis sur un « fichier de liquidation » à partir des indications sur la Rose blanche de l'employé de la Gestapo Paul Stawicki ; ce fichier vise en tout 71 prisonniers, surtout de la résistance de Hambourg. Il s'agit là de personnes contre lesquelles aucun procès n'est ouvert, mais qui sont évalués par la Gestapo comme dangereux, et comme « éléments non gérables ». Ces 71, dont Margarete Mrosek et Kurt Ledien, sont transportés de Fuhlsbüttel à Neuengamme, et y sont pendus dans la casemate d'arrestation entre les 21 et 23 avril 1945,. Cet acte de cruauté est désigné aussi comme « crime de la phase finale du camp de Neuengamme ».
Heinz Lord survit aussi bien à la Schutzhaft qu'à la catastrophe du Cap Arcona après l'évacuation du camp de Neuengamme en avril 1945. Dans les années 1950, il émigre avec sa famille aux États-Unis. Il ne se relève plus des suites de sa captivité et souffre d'une maladie cardiaque chronique. Il meurt à 43 ans le 4 février 1961, après avoir été élu directeur général du World Medical Association (Association médicale mondiale).

## État et classement des recherches
Les recherches des historiennes Ursel Hochmuth et Gertrud Meyer, publiées en 1969 dans l'ouvrage Streiflichter aus dem Hamburger Widerstand 1933–1945, sont considérées comme le premier travail historique sur la Rose blanche de Hambourg. Depuis le milieu des années 1980, plusieurs études biographiques ont été publiées sur des membres individuels des cercles de résistance. Un centre de gravité de l'exposition Enge Zeit. Spuren Vertriebener und Verfolgter der Hamburger Universität en 1991 a été la présentation de quelques personnalités du groupe. Il manque encore une étude historique complète, dépassant le cadre du travail d'Ursel Hochmuth,.
Dans les écrits sur la résistance contre le national-socialisme, le groupe est éventuellement cité en rapport avec la Rose blanche de Munich, et classé comme mouvement d'opposition de jeunesse et d'étudiants. On n'y considère guère les relations intergénérationnelles. Une énumération chiffrée donne pourtant que parmi les 36 personnes arrêtées, 21 font partie de la jeune génération, élèves, étudiants ou médecins assistants. 15 des incarcérés sont clairement plus vieux, pour la plupart membres des familles, amis ou mentors.
Il est clair que le groupe de Hambourg n'est pas un groupe de résistance de composition fixe, avec un programme politique ou un but formulé. Ursel Hochmuth le décrit comme « un regroupement lâche de personnes de même orientation, avec un centre révolutionnaire, » consistant en Heinz Kucharski, Albert Suhr, Hans Leipelt et Margaretha Rothe. Ceux-ci s'efforcent de « transformer en un groupe de résistance une communauté informelle, se comportant de manière passivement résistante ». Dans cette structure, il est fatal qu'aucune collaboration avec d'autres groupes de résistance ne peut avoir lieu, à part quelques contacts personnels. C'est ainsi qu'une liaison personnelle avec le groupe Bästlein-Jacob-Abshagen a lieu, d'une part au travers de la librairie de Felix Jud, et d'autre part par le cercle d'amis de Katharina Leipelt, en particulier par Hanna Marquardt, la femme du combattant de la résistance pendu en 1944, Otto Marquardt. On connaît aussi le soutien par John Gluck de la ligue internationale des femmes pour la paix et la liberté, via sa relation à la politicienne Magda Hoppstock-Huth.
Des rapports et publications d'après-guerre, il ressort que la plupart des membres attribués à la Rose blanche de Hambourg ne se considèrent pas eux-mêmes comme des combattants de la résistance. C'est ainsi qu'Anneliese Tuchel, la sœur de Reinhold Meyer, décrit les activités du groupe comme une révolte :
« Ils veulent ainsi se révolter contre l'amputation de toute liberté. Qu'il soit interdit de lire ce que l'on veut lire. Qu'il soit interdit de regarder ce que l'on veut regarder. Ils ont l'espoir qu'ils pourront aussi faire quelque chose. Ils ne sont pas des combattants de la résistance comme Stauffenberg. Ils n'en ont d'ailleurs aucune possibilité. »
— Anneliese Tuchel, Der braucht keine Blumen. In Erinnerung an Reinhold Meyer

## Commémoration
L'histoire des cercles de Hambourg n'a attiré que peu de respect dans les années qui ont suivi la guerre. Ce n'est qu'en 1971 qu'une plaque de bronze à l'université de Hambourg fait entrer quelques membres du groupe dans la mémoire publique. Dans les décennies suivantes, huit autres lieux du souvenir de la Rose blanche de Hambourg ont vu le jour. À Munich, Hans Leipelt est considéré en tant que membre de la Rose blanche, et inclus dans la recherche et la mémoire. L'institut de chimie de l'université de Munich installe en 1997 une salle à son nom, en son souvenir.

### Mémoriaux

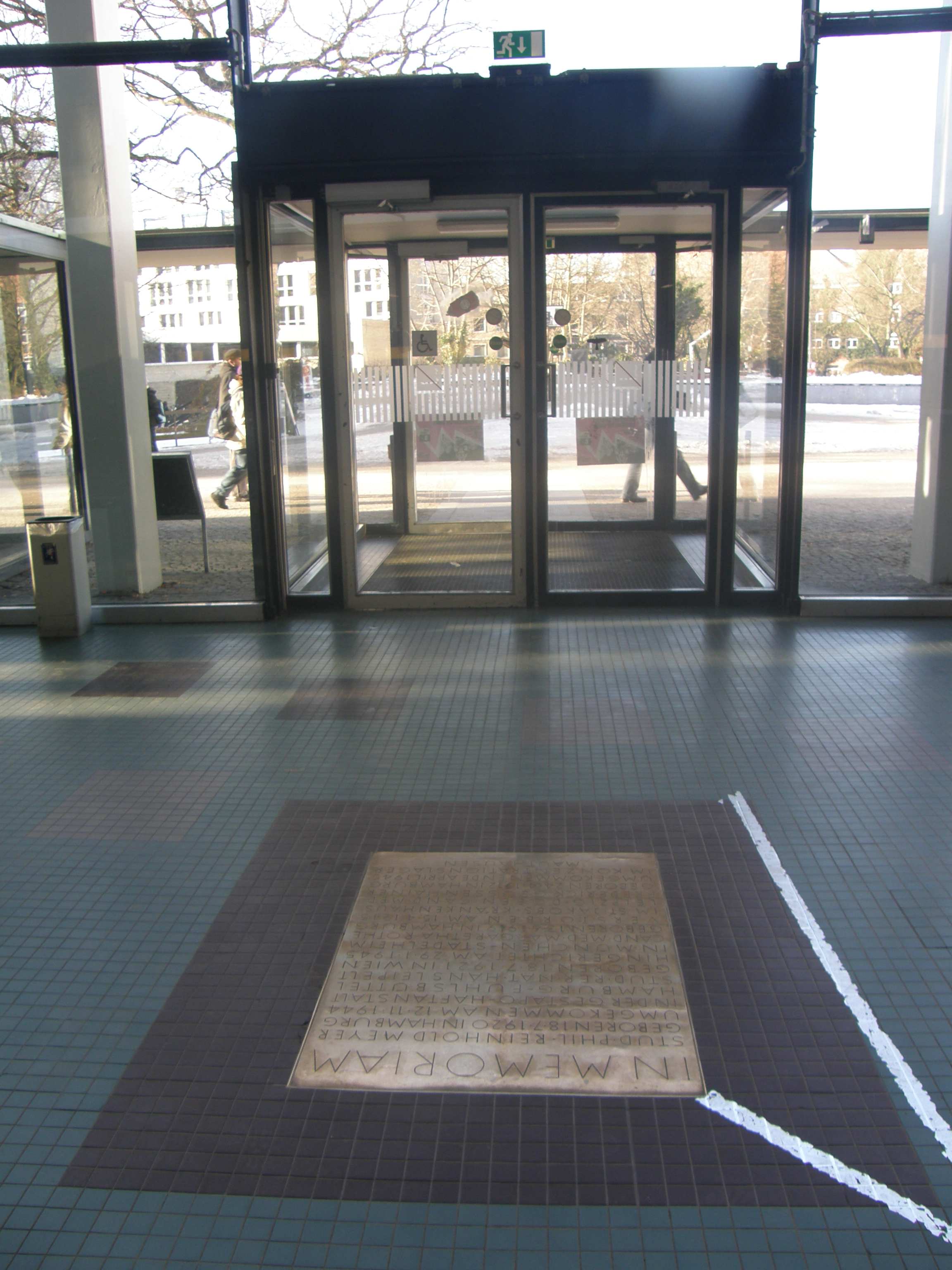
Plaque commémorative dans le grand amphithéâtre de l'université de Hambourg

À partir de 1968, il y a à l'université de Hambourg, sur l'incitation du professeur Wilhelm Flitner, des plans de pose d'une plaque souvenir à la mémoire des membres étudiants de la résistance. Le 28 septembre 1971 cette idée est réalisée, et une plaque de bronze de l'artiste Fritz Fleer est inaugurée dans le grand amphithéâtre. Il s'agit d'une plaque enchâssée dans le sol, avec un bref texte souvenir et les noms de Hans Conrad Leipelt, Frederick Geussenhainer, Reinhold Meyer et Margaretha Rothe.
Dans le quartier de Volksdorf de Hambourg, en 1977, un centre commercial et une place attenante sont nommés d'après la Rose blanche, à l'initiative du président du conseil municipal, et un marché pour l'érection d'une œuvre d'art sur cette place est lancé. La sculpture en béton haute de plus de 2 m de l'artiste Franz Reckert issue de cette commande peut être inaugurée le 1er juin 1978. Comme la signification de ce monument n'est qu'à peine comprise par le public, le conseil municipal l'étend en 1981 par une plaque sur laquelle les noms des victimes du groupe de Munich sont mentionnés. Ce n'est qu'en 1993 que l'on y rajoute les huit noms des membres assassinés du groupe de résistance de Hambourg,.
Dans le cadre du programme de plaques de Hambourg, du Service d'inventaire scientifique, qui marque avec des plaques commémoratives noires les lieux de poursuite et de résistance 1933-1945, une telle plaque noire en émail est apposée en 1984 sur le bâtiment de l'ancienne Agentur zum Rauhen Haus, au 50 de la Jungfernstieg, comme indication du point de rencontre du groupe. Un autre écriteau de ce programme se trouve sur le bâtiment de la 23, Vogteistraße à Rönneburg, et rappelle la famille Leipelt, qui y habitait jusqu'en 1937.

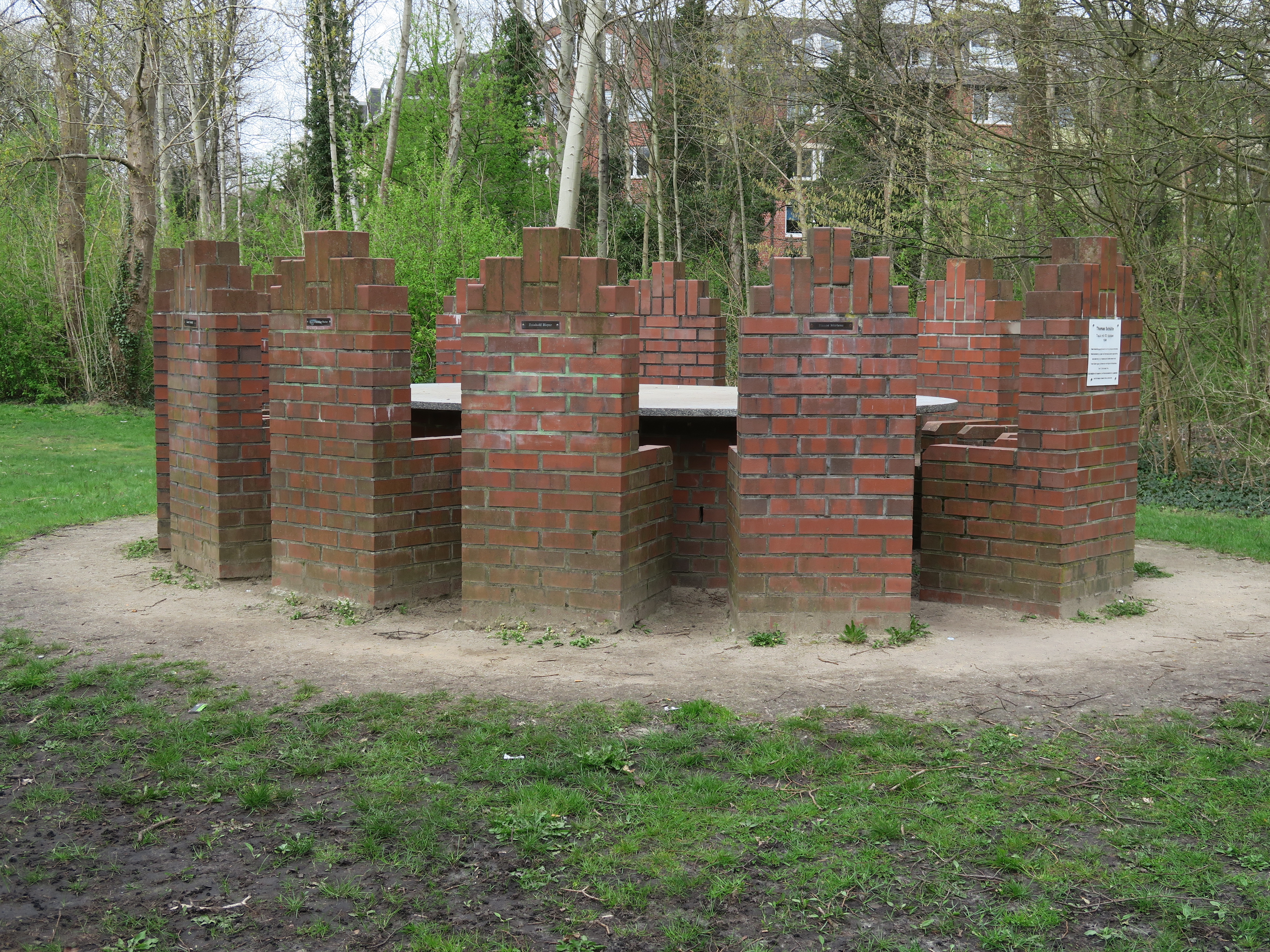
Monument
pour 11 résistants de Thomas Schütte

À Niendorf, l'artiste Thomas Schütte a érigé en 1987 le monument Table avec douze chaises, représentant des membres des groupes de résistance de Hambourg, avec 11 chaises munies de petites plaques de laiton portant des noms, et une chaise pour le recueillement des visiteurs.
Sur le terrain de la clinique universitaire d'Eppendorf, un bâtiment d'études est nommé Maison Rothe-Geussenhainer en décembre 1987.

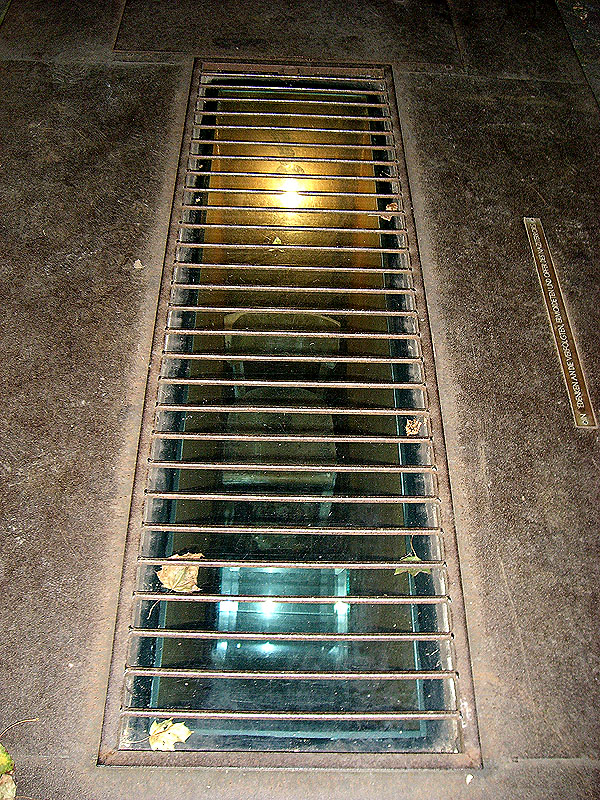
La cellule d'interrogatoire est un monument pour Hans et Sophie Scholl et d'autres victimes du régime nazi

Le monument inauguré le 2 novembre 1990, La cellule d'interrogatoire — un monument à la mémoire de Hans et Sophie Scholl à Hambourg-Eppendorf revient à l'initiative privée de l'artiste Gerd Stange. Il s'agit d'une installation enterrée dans le sol, où la situation d'une cellule d'interrogatoire est représentée. Une plaque apposée auprès indique qu'elle concerne les victimes d'incarcération et de torture pendant le national-socialisme jusqu'à la Rose blanche.
En 2005 la zone de jardins autour de la cellule d'interrogatoire est refaite. Tandis que la cellule d'interrogatoire enterrée dans le sol peut provoquer de la claustrophobie, et rappelle la condamnation à mort à peine énoncée et déjà exécutée, la nouvelle configuration du jardin apparaît comme un jardin littéraire pour la formation et l'humanisme de la Rose blanche.

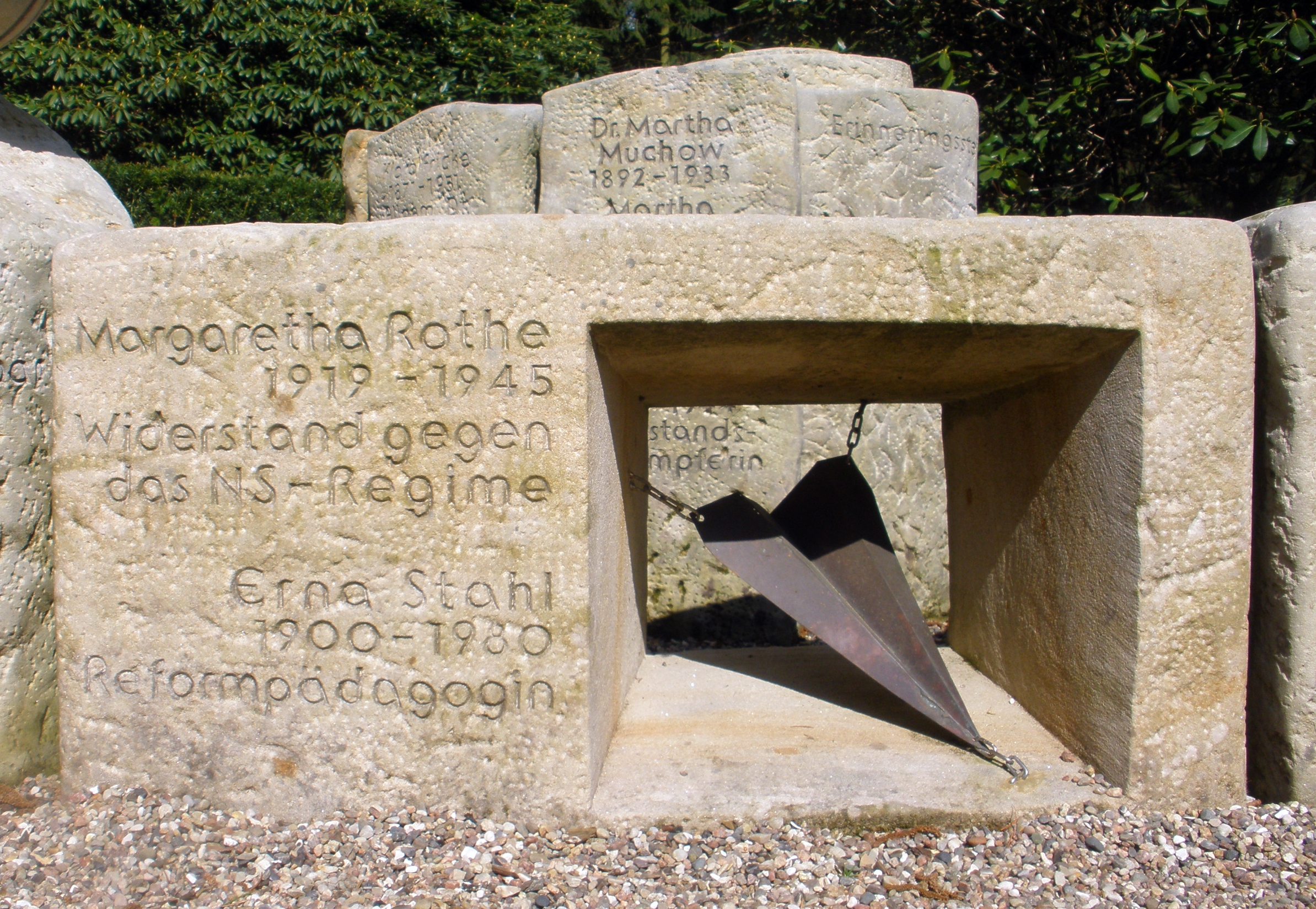
Stèle en souvenir de Margaretha Rothe et Erna Stahl au Jardin des dames

Au sein du Jardin des dames du cimetière de Hambourg-Ohlsdorf, une spirale du souvenir de blocs de grès de formes diverses rappelle les dames importantes de Hambourg. Au sein de cette sculpture se trouve aussi un bloc de souvenir pour Margaretha Rothe et Erna Stahl, avec une ouverture symbolisant une fenêtre de cellule, et un tract de la Rose blanche sous forme d'une flèche en pliage de tôle métallique.
Dans le quartier de Barmbek-Nord, le nom d'une résistante est donné au lycée Margarethe Rothe en 1988. Les élèves y ont conçu en 2002 une exposition permanente avec des tableaux figuratifs dans le style des bandes dessinées présentant des scènes de la vie de Margaretha Rothe. Ce travail est distingué la même année par le prix Bertini à la mémoire des victimes du national-socialisme.

### Noms de rue
Dans la région de Hambourg, les rues suivantes sont nommées d'après des membres de la Rose blanche : 
- Leipeltstraße (1960) à Wilhelmsburg ;
- Kurt-Ledien-Weg (1982) à Niendorf ;
- Reinhold-Meyer-Straße (1982) à Niendorf ;
- Elisabeth-Lange-Weg (1988) à Langenbek ;
- Felix-Jud-Ring (1995) à Allermöhe ;
- Margarete-Mrosek-Bogen (1995) à Allermöhe ;
- Erna-Stahl-Ring (2008) à Ohlsdorf.

Dès 1947 la rue de Niendorf à Eppendorf est renommée rue Hans et Sophie Scholl sur proposition d'Edgar Engelhard. En 2002, le Christoph-Probst-Weg est inauguré dans le voisinage immédiat.

### Stolpersteine
Des Stolpersteine sont posés pour tous les membres assassinés de la Rose blanche de Hambourg, à leurs derniers domiciles, et parfois en outre à leurs lieux de travail : 
- pour Frederick Geussenhainer, 64 Johnsallee, Rotherbaum, et devant le bâtiment principal de l'université, 1 Edmund-Siemers-Allee, Rotherbaum ;
- pour Elisabeth Lange, 76 Hoppenstedtstraße à Harburg-Eißendorf ;
- pour Kurt Ledien, 34 Hohenzollernring à Altona, ainsi que devant le tribunal civil, 1 Sievekingplatz à Neustadt ;
- pour Hans Leipelt, 20 Mannesallee, à Wilhelmsburg, 23 Vogteistraße à Harburg-Rönneburg et devant le bâtiment principal de l'université ;
- pour Katharina Leipelt, 20 Mannesallee, à Wilhelmsburg, et 23 Vogteistraße à Harburg-Rönneburg ;
- pour Reinhold Meyer, 15 Hallerplatz à Eimsbüttel et devant le bâtiment principal de l'université ;
- pour Margarete Mrosek, 24 Up de Schanz à Nienstedten ;
- pour Margaretha Rothe, 64 Heidberg à Winterhude, devant le bâtiment principal de l'université, et l'école du couvent de St. Georg.